# Kraakporslin

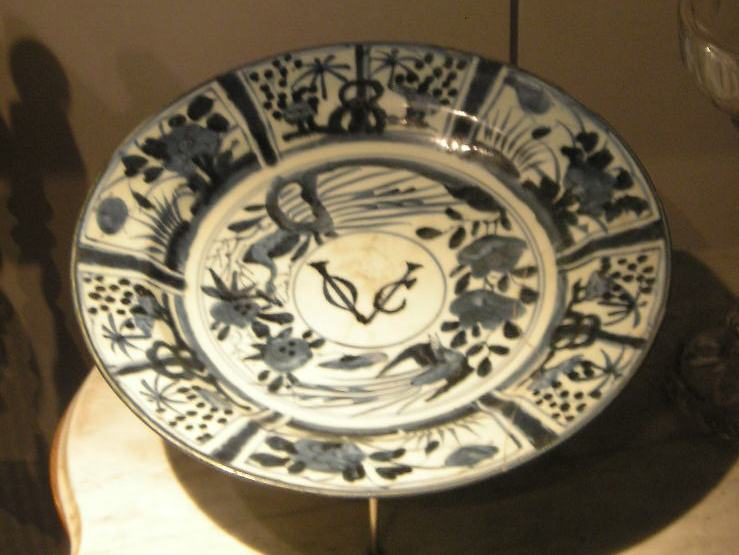
Kraak porcelain in a museum in Malakka

Kraakporslin är en grupp porslinsvaror som tillverkades under Mingdynastin (1368-1644) i huvudsak för export till den västeuropeiska marknaden. Porslinet är oftast av den blåvita underglaserade typen. Det blev först en handelsvara via portugisiska och spanska handelsfartyg, men den största mängden hanterades av det holländska Ostindiska kompaniet (Vereenigde Oostindische Compagnie, VOC, 1602-1798).
Namnet på exportporslinet kommer troligen av en holländsk tolkning av ordet carraca = Karack, som var den typ av fartyg portugiserna använde. Det finns nämnt i ett brev skrivet av en tjänsteman inom det holländska Ostindiska kompaniet i Batavia, daterat 1639. 
Holländarna startade handeln med Östasien i början av 1600-talet efter att den spanske kungen Philip II 1595 stängde de portugisiska hamnarna. Det var vid en auktion av Kraakporslin som kapats från portugisiska skepp av holländarna som porslinet visade sig vara attraktivt för en europeisk publik och det köptes för höga priser. Auktionen hölls i Middelburg 1602. 
Kraakporslinet köptes först av de rikaste men blev ganska fort även populärt i den holländska medelklassen och i övriga Västeuropa.